# Балановский, Иннокентий Андреевич
Инноке́нтий Андре́евич Балано́вский (14 (26) ноября 1885 — 1938/1939) — советский астроном.

## Биография
В 1910 году окончил Императорский Санкт-Петербургский университет. Работал заведующим сектором астрофизики Пулковской обсерватории. 7 ноября 1936 года арестован в связи с «пулковским делом», 25 мая 1937 года приговорен к 10 годам тюремного заключения. Дальнейшая судьба неизвестна. Реабилитирован в 1957 году.
Работал в области астрофотографии и астрофотометрии, открыл много новых телескопических переменных звёзд. В 1922 году на фотографиях 1919 года обнаружил сверхновую звезду в галактике Девы А (M87), имеющую видимую звёздную величину 11,5m.
Умер в тюрьме под Орлом в 1938 или 1939 г. Реабилитирован в 1957 году.

## Основные труды
- Наблюдение Юпитера в 1907–1908 // Известия Русского астрономического общества. 1908. № 5. С. 34–38
- Наблюдения фотометром Цёлльнера — Петроград, 1915.

## Интересные факты
В честь жены Балановского, Инны Николаевны Леман-Балановской (1881—1945), был назван астероид — (848) Инна, открытый Г. Н. Неуйминым 5 сентября 1915 года в Симеизе.